# Horse Ale
Horse Ale was een Belgisch bier van hoge gisting.
Het bier werd ontwikkeld door brouwerij Impérial te Anderlecht, die in 1964 sloot. Het werd gebrouwen door AB InBev te Leuven. Het was een amberkleurig bier, type Spéciale belge met een alcoholpercentage van 4,5%. Het bier was fruitig met een lichte bitterheid. Het bier werd in de volksmond meestal een paardje genoemd.